# Csősz Mihály Imre
Csősz Mihály Imre (Kecskemét, 1838. október 1. – Nagybecskerek, 1916. május 31.) teológiai doktor, piarista tanár.

## Élete
Gimnáziumban Kecskeméten, majd Pesten tanult. 1855-ben a piarista rendbe  lépett és Vácra került. 1858-ban próbaéves tanár lett a magyaróvári gimnáziumban, ahonnan a pesti egyetemre ment teológusnak. Teológiai doktor lett, majd 1863-ban pappá szentelték. Esztergomban és a pesti főgimnáziumban lett tanár. 1865–1886 között a Nyitrai Piarista Gimnáziumban tanított, és később igazgatója is volt. Feldolgozta a nyitrai rendház történetét. 1886–1887-ben Nagybecskereken volt főgimnáziumi hitszónok és tanár. 1887 után pedig Rózsahegyen a szerzetház másodfőnöke, hitszónok és tanár. 1900-ban ismét Vácott működött. Szünidőben beutazta Európa nagy részét. A kecskeméti Szentháromság temetőben nyugszik.
1873-ban római tiberi s arkadi tudományos akadémiák tagja lett. A Magyar Történelmi Társulat tagja volt. Márki Sándorral is levelezett.

## Kitüntetései
- 1878 Ferenc József-rend lovagkeresztje
- Rózsahegy díszpolgára
- több tudományos társaság rendes és levelező tagja volt

## Művei
- 1866 Theses ex universa theologia. Pestini
- 1876 A kegyes tanítórend nyitrai gymnasiumának története. Nyitra
- 1877 Egy tanév a nyitrai r. k. főgymnasium életéből. Nyitra
- 1878 A kegyes tanító-rendiek temploma Nyitrán. Nyitra
- 1879 A kegyes tanító-rendiek Nyitrán. Nyitra (Ism. Századok)
- 1884 Kegyeletes megemlékezés Horváth Ferenczről. Nyitra
- 1885 A gymnasiumi ifjuság segélyző-egyesülete. Nyitra
- 1885 Nyitra város közművelődési viszonyai. Nyitra
- 1886 A nyitrai gymnasiumi igazgatók. Nyitra
- 1887 Bonnaz Sándor csanádi püspök félszázados papi jubileuma. Nagy-Becskerek
- 1888 Eszmék a vallásos nevelésről. Liptó-Szt-Miklós
- 1889 Töredék egy spanyol utas naplójából. Liptó-Szt-Miklós
- 1890 A rózsahegyi gymnasium vázlatos történetéből. Rózsahegy (Ism. M. Állam 139. sz.)
- 1891 Boldog Pirotti Pompilius Maria emlékezete. Liptó-Szt-Miklós
- 1891 A lelki tehetségek kiképzése s a valódi műveltség. Liptó-Szt-Miklós